# Stilpluralismus
Stilpluralismus bezeichnet ein gleichzeitiges Vorhandensein verschiedener Stilrichtungen in einer Epoche oder Phase in ein und demselben gesellschaftlichen Kontext. Der Begriff findet in der Rezeption von Architektur, Malerei, Musik, darstellender Kunst, zeitgenössischer Kleidermode oder anderen Moden Anwendung. 
Geläufig ist der Begriff zum Beispiel in Kontexten des ausgehenden 19. und angehenden 20. Jahrhunderts oder der Postmoderne. So entwickelte sich zum Beispiel in der zweiten Hälfte des 19. Jahrhunderts ein Stilpluralismus unter anderen von Historismus, Fin de Siècle, Jugendstil, Impressionismus, Symbolismus und Moderne.

## Kunstgeschichtliche Entwicklung des Begriffs

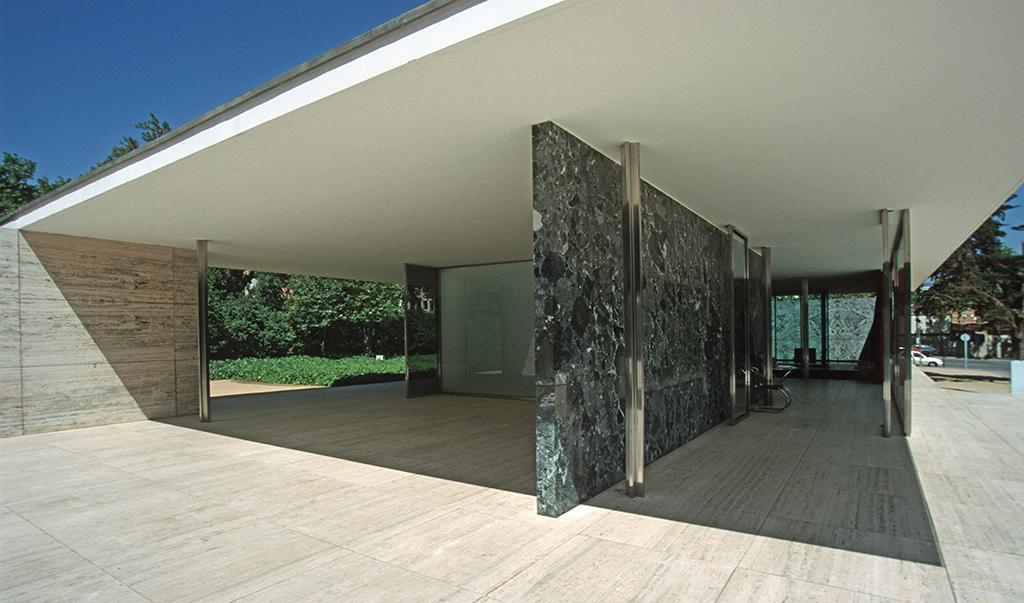
Barcelona-Pavillon von Mies van der Rohe

Als einer der Ersten sprach der heute kritisch zu bewertende einflussreiche Kunsthistoriker Wilhelm Pinder im Kontext von gleichzeitig auftretenden unterschiedlichen Stilrichtungen von einer „Ungleichzeitigkeit des Gleichzeitigen“. Für den Beginn des 20. Jahrhunderts meinte er: „Von da aus mag das Chaos vielleicht auch Späteren noch Kennzeichen sein.“ Während Pinder gegen das „Vorurteil“ zeitlich abgegrenzter und sich ablösender Stilepochen ankämpfte, setzte in der Kunstwissenschaft eine ständig wachsende Differenzierung der Stilphasen und -strömungen ein.

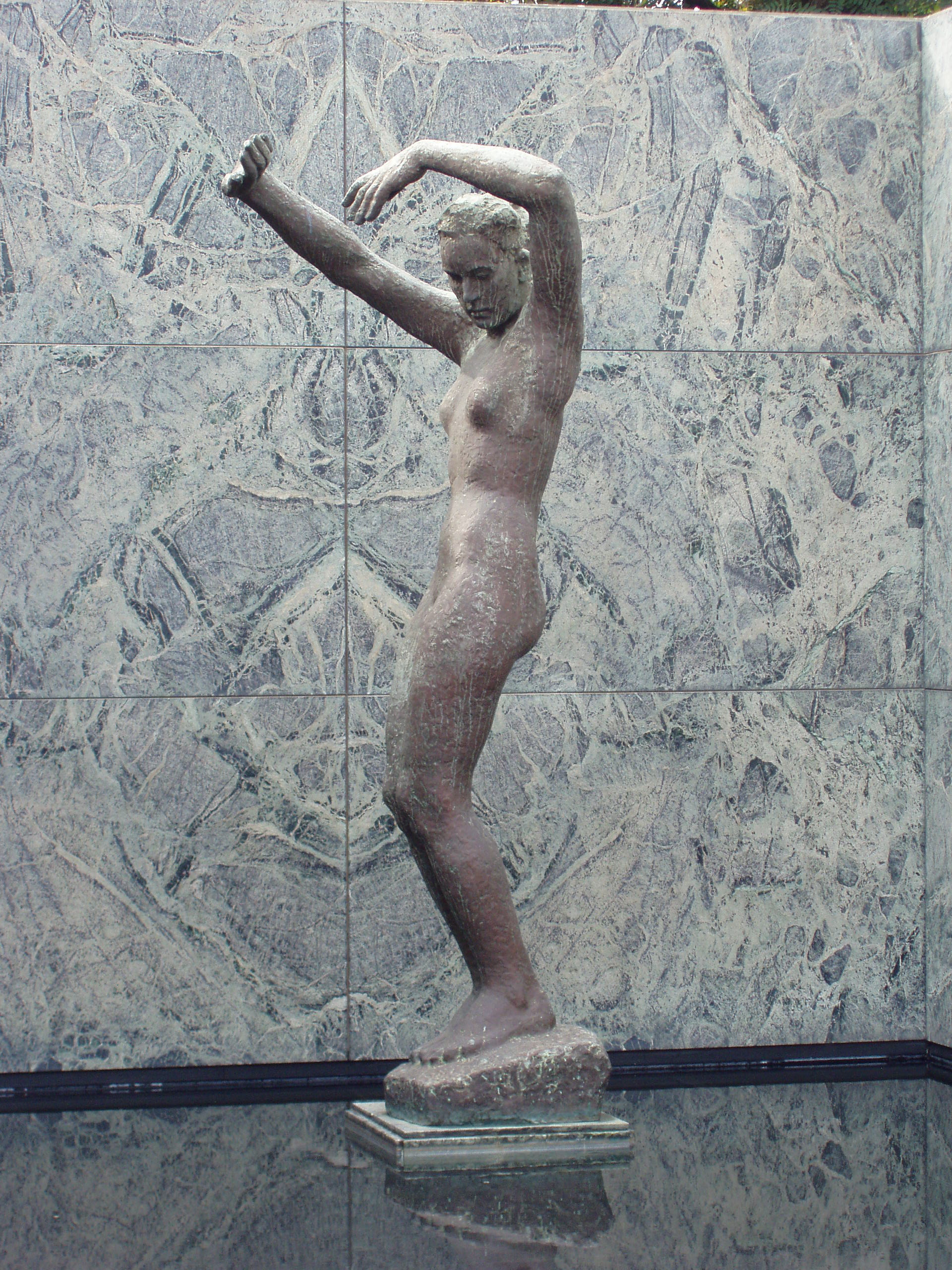
Figur Der Morgen von Georg Kolbe im Wasserbecken des Barcelona-Pavillons

Josef Adolf Schmoll genannt Eisenwerth zeigt in seiner Schrift „Stilpluralismus statt Einheitszwang“ von 1977 die Entwicklung des Begriffs auf. Die Positionen Pinders diskutiert Schmoll kritisch. Er verweist darauf, dass Hermann Beenken, Hans Sedlmayr, Jan Bialostocki, Meyer Schapiro, Ernst H. Gombrich, Richard Hamann, Klaus Lankheit, Hans Gerhard Evers und andere in Bezug auf die stilgeschichtlichen Phänomene des 19. Jahrhunderts eine „gründlichere Klärung anbahnten.“ Schmoll forderte, sich von „einengenden Vorurteilen reiner Stilepochen-Einheit“ freizumachen. 
Er verweist für einen Stilpluralismus auf zahlreiche Beispiele aus der Gotik, dass man auch in „Wendel Dietterlins Architectura von 1598 eine wahre Musterkollektion“ finde oder dass zum Beispiel Carl Gotthard Langhans und Karl Friedrich Schinkel in zwei Stilen bauten.
Als ein plastisches Beispiel für einen bewussten Stilpluralismus führt Schmoll an, dass Mies van der Rohe für die Ausstattung seines berühmt gewordenen Barcelona-Pavillons auf der Weltausstellung Barcelona (1929) nicht etwa eine Figur oder einen Brunnen des befreundeten Bildhauers Rudolf Belling in einem seiner Architektur entsprechenden konstruktivistischen technoiden Stil auswählte, sondern eine Bronzestatue von Georg Kolbe, weil sie ihm das „Menschliche“ verkörperte und in einem stilistischen Gegensatz zu seiner Architektur stand.

## Abgrenzung des Begriffs
Vom Stilpluralismus zu unterscheiden sind Mischungen verschiedener Stilrichtungen oder Stilzitate innerhalb eines Werks, bei denen man zum Beispiel bezogen auf Kunst und Architektur von Eklektizismus oder zum Beispiel im Bereich der Neuen Musik von Polystilistik spricht.